# Kőszeg vasútállomás
Kőszeg vasútállomás egy Vas vármegyei vasútállomás, melyet a GYSEV üzemeltet Kőszeg településen. A város belterületének délkeleti szélén helyezkedik el, közúti elérését a 87-es főút és a 8719-es út csomópontjában kelet felé kiágazó 86 329-es számú mellékút biztosítja.

## Vasútvonalak
Az állomást az alábbi vasútvonalak érintik:
- Szombathely–Kőszeg-vasútvonal

## Kapcsolódó állomások
A vasútállomáshoz az alábbi állomások vannak a legközelebb:
- Kőszegfalva megállóhely (Szombathely vasútállomás, Szombathely–Kőszeg-vasútvonal)

## Forgalom
| Járat        | Útvonal | Gyakoriság   |
| ------------ | --- | ------------ |
| személyvonat | Szombathely – Kámon – Gencsapáti alsó – Gencsapáti felső – Gyöngyösfalu – Lukácsháza alsó – Lukácsháza – Kőszegfalva – Kőszeg | 1-2 óránként |